# 角館の戦い
角館の戦い（かくのだてのたたかい）は、戊辰戦争のひとつ秋田戦争の中で、庄内藩を中心とした奥羽越列藩同盟軍が、久保田藩（秋田藩）領の角館（現在の秋田県仙北市）を攻略しようとした戦いである。

## 経緯
8月26日午後2時頃、庄内二番大隊は、一関隊を押さえに残して南楢岡を出発し、角間川の渡しを超えて、8月27日の午前2時過ぎに大曲に入った。入れ違いで一番大隊が出発して四ツ屋の浅瀬に向かったが、渡河の最中に夜が明け、対岸の新政府軍の攻撃を受けて渡河を中止した。川端より引き返し、角館を仙台隊と共に攻撃することを決めて、横堀に宿陣した。
その時盛岡藩より、大館城を攻略したという知らせを受けた。これに対して、庄内一番大隊より盛岡藩へ、庄内隊の角館攻撃に同調して背後より角館を攻撃するよう要請した。8月28日に国見（現在の大仙市太田町国見）で仙台隊と合流した。仙台隊の要請で、角館攻撃は仙台隊が先鋒を務めることになった。
鶯野に到達した仙台隊は、一斉に新政府軍の攻撃を受けた。今度は、仙台隊は散兵になって反撃した。庄内一番大隊と松山隊も攻撃に参加した。しかし新政府軍の時間をかけて構築した強固な土塁陣地に、攻撃側は近寄ることができなかった。庄内一番大隊の猪太夫隊が、付近の民家を壊して筏を作り渡河しようとするが、新政府軍の激しい攻撃で撤退した。
その後、撤退の命令があり、白岩へ戻り野営した。8月29日も庄内一番大隊は攻撃を続行したが、新政府軍の守備は頑強で攻略できなかった。8月30日には雨で玉川が増水したので、一番大隊は角館攻略を断念し撤退した。
一番大隊の隊長・松平久厚（甚三郎）が挟撃を期待していた盛岡軍は、8月28日午後、約200名で生保内（現在の仙北市田沢湖生保内）へ侵攻し、久保田藩の二小隊と交戦した。しかし秋田総督府の要請で佐賀隊と小城兵が援軍に駆けつけたので、盛岡軍は生保内を攻略できず、角館攻撃を諦めて翌日引き上げた。